# Luchi

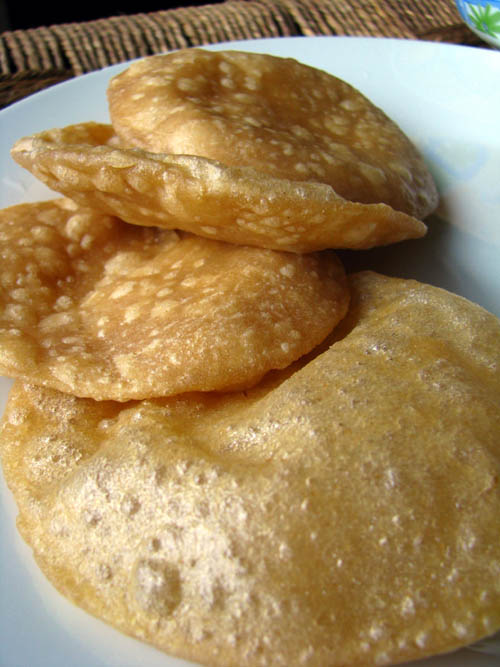
Luchis.

El luchi (bengalí লুচি) es un pan plano frito hecho de harina de trigo típico de las gastronomías de Orissa, Assam y Bengala.
Para cocinar luchis se prepara una masa mezclando harina maida con agua y una cucharada de ghi, dividiéndola entonces en bolitas. Estas se aplanan usando un rollo de cocina y se fríen individualmente en aceite o ghi. Un luchi típico mide 10–12 cm de diámetro. Suelen servirse con currys y gravys. La harina maida puede sustituirse por atta, en cuyo caso el pan se llama poori. Los luchis rellenos se llaman kachoris, siendo una variedad importante el relleno de puré de guisante (koraishutir kochuri).